# デヒワラ・マウントラビニア
デヒワラ・マウントラビニア（シンハラ語: දෙහිවල  - ගල්කිස්ස、タミル語: தெஹிவளை - கல்கிசை、英語: Dehiwala-Mount Lavinia）は、スリランカの西部州コロンボ県の都市である。

## 概要
スリランカ最大の都市コロンボの南側に隣接しており、コロンボ郊外の一地域として同市と強く結びついている。市内には都市化が進んだデヒワラとビーチリゾートのマウントラビニアという二つの主要な地域が含まれる。2012年現在の人口は245,974人。デヒワラ地区には国内最大の動物園であり、アジアで最大級の規模を持つデヒワラ動物園が存在している。デヒワラとマウントラビニアの領域は、コロンボのコロンボ6（ウェラワッタ）地区から、スリランカ南部に向かう幹線道路であるゴール・ロードに沿って途切れることなく続いている。

## 地理

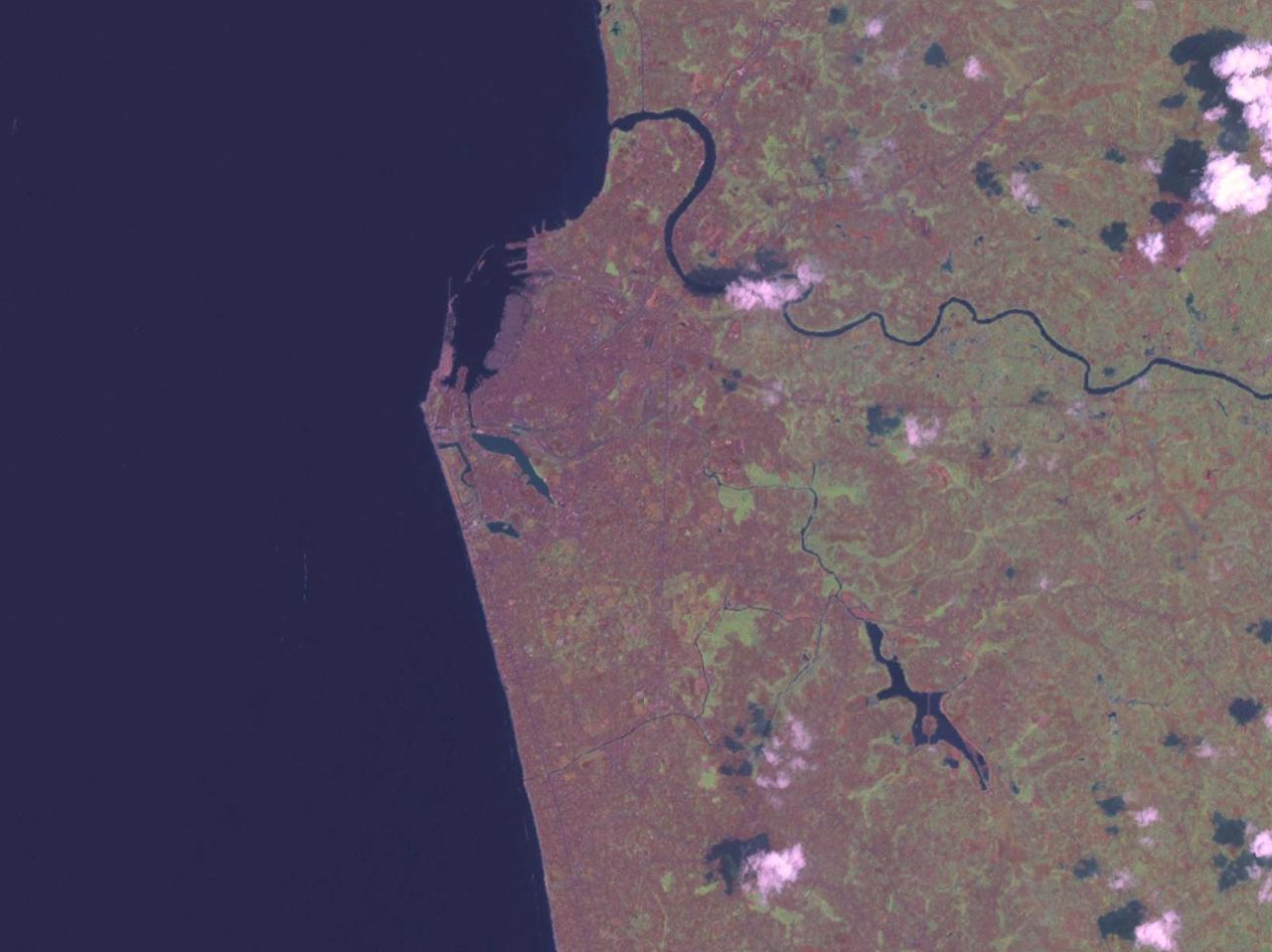
コロンボ周辺の衛星画像。海岸沿いの南側の地域がデヒワラ・マウントラビニア

デヒワラ・マウントラビニアはスリランカ南西部の西部州コロンボ県に属しており、州・県双方の南北中央西部付近に位置している。北で旧首都にしてスリランカ最大の都市コロンボと接しており、コロンボ都市圏の一地域を形成する。市域は海岸線に沿って南北に細長い形をしており、北東では新首都であるスリジャヤワルダナプラコッテと、南ではモラトゥワと接する。

### デヒワラ
デヒワラ地区は市の北部のコロンボとの境界に位置する。急速に工業化と都市化が進展しており、その立地と相対的に安い不動産価格から、デパートやアパートが立ち並ぶ町並みとなっている。また、デヒワラはコロンボとマウントラビニアのビーチの双方に近いことから、ビジネス客や旅行者を対象とした宿泊地としても注目を浴びている。しかし無秩序な発展と人口増加の結果、広い範囲で公害が引き起こされており、これが社会問題となっている。

### マウントラビニア
マウントラビニア地区は、市の南部に位置する主に住宅地から構成される郊外地域である。ビーチリゾートがあり、ビーチのレストランは、しばしば旅行者やのんびりとしたナイトライフのスポットとされる。

## 人口動態
| 民族                                 | 人口（2001年） | %     |
| ------------------------------------ | -------------- | ----- |
| シンハラ人                           | 158,070        | 75.35 |
| スリランカ・タミル                   | 22,737         | 10.84 |
| インド・タミル                       | 2,060          | 0.98  |
| スリランカ・ムーア                   | 20,357         | 9.70  |
| その他（バーガー人やマレー人を含む） | 6,563          | 3.13  |
| 合計                                 | 209,787        | 100   |

## 施設
- デヒワラ動物園
- ラトゥマラナ空港